# アサフ (小惑星)
アサフ (2023 Asaph) は小惑星帯の小惑星である。ゲーテ・リンク天文台で行なわれたインディアナ小惑星計画で発見された。
火星の2つの衛星フォボスとダイモスを発見したことなどで知られる、アメリカ合衆国の天文学者アサフ・ホールに因んで命名された。